# Marzec 2010

## 29 marca2010
- 38 osób zginęło (w tym 2 osoby zmarłe po przewiezieniu do szpitala), a około 100 zostało rannych w 2 wybuchach na stacjach moskiewskiego metra TVN24

## 28 marca2010
- W Bydgoszczy odbyły się 38. Mistrzostwa Świata w Biegach Przełajowych. IAAF

## 27 marca2010
- Bronisław Komorowski został wybrany w prawyborach na kandydata Platformy Obywatelskiej do urzędu prezydenta RP. (TVN24.pl)

## 14 marca2010
- W Kolumbii rozpoczęły się wybory parlamentarne. (BBC News)

## 13 marca2010
- Zmarł najniższy człowiek świata He Pingping ()

## 12 marca2010
- W Vancouver rozpoczęły się X Zimowe Igrzyska Paraolimpijskie. (www.vancouver2010.com)
- Pod hasłem "Rodzina nadzieją Europy" rozpoczął się VIII Zjazd gnieźnieński. (Zjazd gnieźnieński)
- W Dosze rozpoczęły się XIII Halowe Mistrzostwa Świata w Lekkoatletyce. (IAAF)

## 11 marca2010
- Na Ukrainie powołany został rząd premiera Mykoły Azarowa. (Newsweek.pl)
- Sebastián Piñera objął stanowisko prezydenta Chile. (Reuters)

## 7 marca2010
- W Hollywood odbyła się 82. ceremonia wręczenia Oscarów. Za najlepszy film uznano The Hurt Locker. W pułapce wojny. (gazeta.pl)
- Kilkaset osób zginęło w zamieszkach religijnych w pobliżu nigeryjskiego miasta Dżos. (gazeta.pl)
- W Szwajcarii odbyło się referendum, m.in. w sprawie ustanowienia pełnomocników prawnych dla zwierząt. (BBC News)
- W Iraku przeprowadzono wybory parlamentarne. (BBC News)

## 6 marca
- W referendum na Islandii obywatele odrzucili plan spłaty długów bankowych Holandii i Wielkiej Brytanii. (BBC News)

## 4 marca
- Prezydent Faure Gnassingbé zwyciężył w wyborach prezydenckich w Togo. (BBC News)

## 3 marca2010
- Rada Najwyższa Ukrainy wyraziła wotum nieufności dla rządu premier Julii Tymoszenko – za wnioskiem głosowało 243 z 450 deputowanych. (gazeta.pl)

## 1 marca2010
- Orkan Xynthia spowodował śmierć kilkudziesięciu osób we Francji i innych krajach europejskich. (dw-world.de)
- José Mujica objął stanowisko prezydenta Urugwaju. (thespec.com)